# Eminia lepida
Emínia ou felosa-de-barrete-cinzento (Eminia lepida) é uma espécie de ave da família Cisticolidae.
Os seus habitats naturais são: matagal húmido tropical ou subtropical.